# Golden Child
Golden Child (hangul: 골든차일드) är en sydkoreansk pojkgrupp som bildades av Woollim Entertainment 2017. Gruppen hade debut den 28 augusti 2017 med sin EP, Gol-Cha!. Gruppen består av tio medlemmar: Dayeol, Y, Jangjun, Tag, Seungmin, Jaehyun, Jibeom, Donghyun, Joochan and Boomin, den tidigare medlemmen Jaeseok lämnade officiellt gruppen på grund av hälsoproblem i början av 2018.